# Miquel Barceló

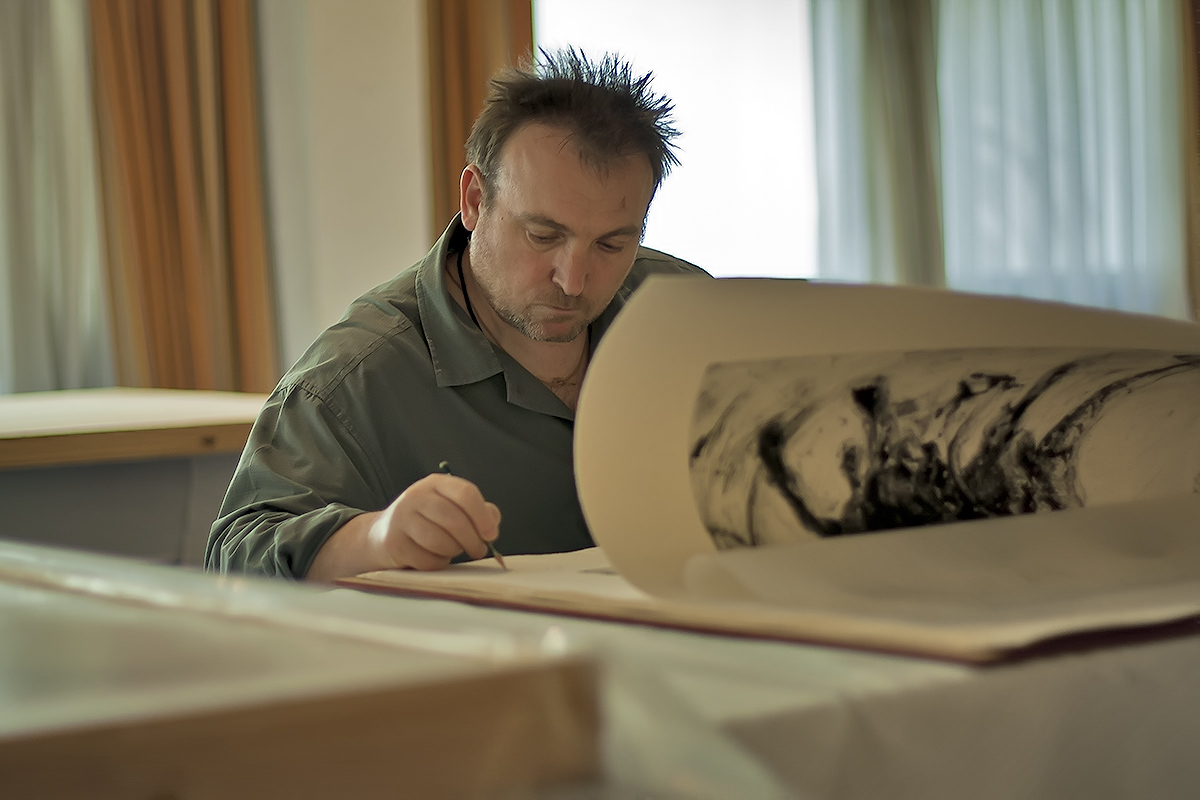
Miquel Barceló en 2011

Miquel Barceló (8 de janeiro de 1957, Felanitx, Maiorca) é um pintor espanhol.
Estudou no Instituto de Felanitx, e logo depois iniciou os estudos de arte na Escola de Artes e Ofícios de Palma de Maiorca. Continua os estudos em Barcelona na Escola de Belas Artes de Sant Jordi onde se inscreveu em 1975 mas frequenta-o apenas durante alguns meses. Em 1976 incorpora um grupo maiorquino de arte conceptual chamado Taller Llunàtic.
O reconhecimento internacional chegou depois da sua participação na Bienal de São Paulo em 1981 e na Documenta de Kassel em 1982. Uma das suas principais características é o tratamento da matéria pictórica nas suas pinturas para conseguir efeitos de relevo. Miquel Barceló pretende incorporar o ritmo da vida e do tempo nas suas pinturas. É obcecado com o significado da arte e como a pintura pode gerar significado. Desde que viajou para Paris em 1975, absorveu uma grande variedade de influências artísticas e literárias: da tradicional pintura espanhola de Diego Velázquez, Joan Miró e Antoni Tàpies, de seus contemporâneos como Keith Haring, Jean-Michel Basquiat e Francesco Clemente, que conheceu como único representante espanhol na 7.a Documenta de Kassel, 1982.
As suas obsessões com a materialidade e o significado da pintura fundiram-se de uma forma explosiva quando abandonou a Europa em 1988 para experimentar a vida em África. Não estava à procura de algum tipo de exotismo nostálgico ou de nobreza selvagem, mas apenas para abandonar tudo o que lhe era familiar e confrontar a incerteza. Neste ambiente estranho, longe de todas as referências europeias, o seu trabalho sofreu uma enorme transformação.
A escassez dos materiais típicos da arte criou-lhe a necessidade de usar tudo o que pudesse encontrar: pigmentos locais e sedimentos marinhos são alguns exemplos. Quando regressou à Europa, este desenvolvimento encontrou expressão em enormes telas, que se tornaram a sua imagem de marca. Barceló limpou as suas telas de todas as referências culturais e autobiográficas que até aí eram frequentes e explícitas, substituindo-as por enormes extensões paisagísticas. Nesta fase as suas pinturas tornaram-se brancas, desoladas e desprovidas de ironia. Mas este branco não significa ausência mas o evitar do excesso. Fisicamente as superfícies eram ainda construídas com camadas de resina, tinta e verniz.
As viagens e estadias pela Europa, Estados Unidos da América e África ocidental marcaram a sua trajetória artística ao longo do tempo. A sua obra reflecte interesse pelos motivos procedentes da natureza, tanto terrestre como marítima, tratados numa paleta densa, espessa e geralmente obscura, sendo já uma influência para artistas mais jovens.
Expôs pela primeira vez individualmente num museu em 1985 no CAPC de Bordéus: uma seleção de trabalhos do período entre 1983-1985 que foi também apresentada no Palacio de Velázquez de Madrid, em Munique e em Boston. Em 1996, sob a organização do Ministério da Cultura francês, apresenta em Paris no Centro Georges Pompidou e na Galeria Nacional Jeu de Paume uma ampla série de trabalhos - telas de grandes formatos, desenhos, esculturas - realizados desde a sua primeira viagem a África, grande parte deles inspirados na descoberta daquele continente.
Em 1998 numa exposição retrospetiva no MACBA, Barcelona, apresenta uma grande parte da sua obra realizada entre 1987 e 1997. No ano seguinte, numa outra grande exposição retrospetiva no Museu Nacional Rainha Sofia, Madrid, a sua obra sobre papel realizada entre 1979 e 1999. Ainda em 1999 recebe o Prémio Nacional da Catalunha de Artes Plásticas.
Em junho de 2003 foi laureado com o Prémio Príncipe das Astúrias para as Artes.